# Замок Атенрай
Замок Атенрай (англ. Athenry Castle, ірл. Caisleán Bhaile Átha an Rí) — замок Балє Аха ан Рі, замок Судді Джона, Замок Бермінгема — один із замків Ірландії, знаходиться біля селища Корт-Лейн, що біля міста Атернай  в графстві Ґолвей, на західному березі річки Кларін. Замок розташований на природному пагорбі і був побудований для захисту броду через річку. Нині замок Атернай має стасус пам'ятки історії та культури Ірландії національного значення. Володарі замку Атернай володіли титулом баронів Атенрай.

## Історія замку
У другій половині XII століття частина території Ірландії була завойована англо-норманами, нащадками воїнів Вільгельма Завойовника, які століттям раніше підкорили Англію. В 1178 один з них, П'єр де Бермінгем, отримав титул барона Атенрая, а у 1235 році лорд Коннахт Річард де Бург пожалував його нащадку, Мейлеру де Бермінгему, 2-му барону Атенрая, право побудувати на своїх землях замок. До 1240 року барон не лише побудував замок, а й заснував навколо нього місто з торговою площею і церковним приходом.
Замок відомий також як «Замок короля Джона» — короля Англії Джона Безземельного, що правив в 1177—1216 роках і володів титулом Лорд Ірландії. Але насправді замок має лише опосередковане відношення до короля Джона, бо був побудований лише наприкінці правління цього короля. Перший кам'яний замок був побудований в 1235—1240 роках і був суттєво нижчий нинішнього замку. Мейлер де Бермінгем суттєво розбудував замок у 1250 році. У 1316 році ірландські клани здійснили напад на замок і спробували відвоювати ці землі в англо-норманських завойовників під чергової війни за незалежність Ірландії. Але невдало. Після цього навколо замку побудували додаткові оборонні мури. У XV столітті Бермінгеми переїхали жити з замку до свого міського будинку. У 1596 році під час Дев'ятирічної війни за незалежність Ірландії замок Атернай захопив ірландський клан О'Доннелл. Замок був відреставрований в 2005 році.